# Asura phryctops
Asura phryctops là một loài bướm đêm thuộc phân họ Arctiinae, họ Erebidae.